# Abeona Mons
Abeona Mons is een berg op de planeet Venus. Abeona Mons werd in 1997 genoemd naar Abeona, een Romeinse godin.
De berg heeft een diameter van 375 kilometer en bevindt zich in het quadrangle Themis Regio (V-53).